# Galumna colossus
Galumna colossus är en kvalsterart som beskrevs av Oudemans 1915. Galumna colossus ingår i släktet Galumna och familjen Galumnidae. Inga underarter finns listade i Catalogue of Life.